# پاکو فلورس
پاکو فلورس (انگلیسی: Paco Flores؛ زادهٔ ۲۶ نوامبر ۱۹۵۲) بازیکن فوتبال اهل اسپانیا است.
از باشگاه‌هایی که در آن بازی کرده‌است می‌توان به باشگاه فوتبال سابادل، باشگاه فوتبال اسپانیول، و باشگاه فوتبال ژیرونا اشاره کرد.